# Marty Domres
Martin Francis Domres (Ithaca, 17 aprile 1947) è un ex giocatore di football americano ed economista statunitense che ha militato nel ruolo di quarterback nella National Football League (NFL).

## Carriera
Domres al college studiò Economia e giocò a football con i Columbia Lions. Fu scelto nel corso del primo giro (9º assoluto) del Draft NFL 1969 dai San Diego Chargers, con cui disputò solo sei partite come titolare in tre stagioni. Nel 1972 passò ai Baltimore Colts. Nella prima stagione con la nuova maglia, la squadra navigava in cattive acque e il general manager Joe Thomas obbligò l'allenatore Don McCafferty a sostituire il veterano Johnny Unitas con Domres nel ruolo di quarterback titolare. Quando questi si rifiutò venne licenziato. Alla fine in quella stagione disputò Domres disputò le ultime nove gare come partente, vincendone quattro. Rimase sporadicamente titolare anche nelle due stagioni successive, dopo di che nel 1976 passò ai San Francisco 49ers. Chiuse la carriera disputando due gare come titolare nel 1977 con i New York Jets, perdendole entrambe. Lavorò poi da financial advisor.